# Hypoxylon curvirimum
Hypoxylon curvirimum är en svampart som beskrevs av Y.M. Ju, J.D. Rogers & Lodge 1996. Hypoxylon curvirimum ingår i släktet Hypoxylon och familjen kolkärnsvampar.   Inga underarter finns listade i Catalogue of Life.